# Quartier du Moulin-à-Vent de Perpignan
La ville nouvelle du Moulin-à-Vent (communément appelé Moulin-à-Vent) est un quartier de Perpignan comportant environ 5 000 logements et 18 000 habitants.

## Origine du nom
Le nom Moulin-à-Vent provient d’un moulin présent sur le site au moment de la construction.

## Historique

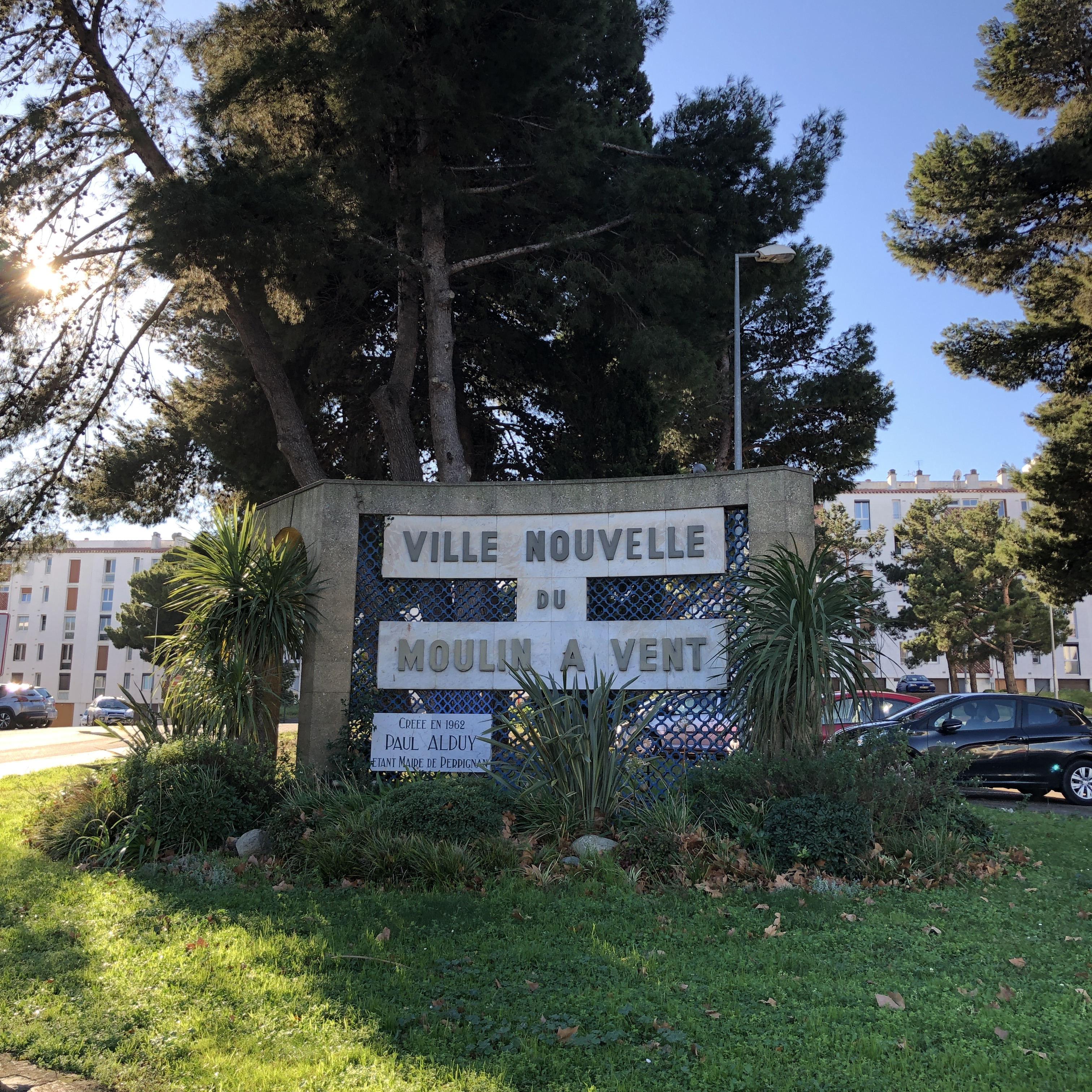
Une des 2 arches symbolisant l'entrée du Moulin-à-Vent

En 1960 Paul Alduy, alors maire de Perpignan, lance un projet visant à loger les enfants du baby boom. La ville crée une société d’économie mixte associant la municipalité et des banques : la Société Immobilière de la Ville de Perpignan (SIVP). 
Un premier architecte est engagé en la personne de Pierre Ferrand. Il lui est demandé de réfléchir à un ensemble cohérent. 
Le 12 juin 1962, la construction est lancée en présence de Paul Alduy père du projet, et le 28 juin 1963, les premiers appartement sont livrés. 
À partir de 1967, Pierre Ferrand sera rejoint par Joseph Bénézet qui reprend les plans imaginés par Pierre Ferrand. Les 2 architectes travaillent concomitamment pour mener à bien la suite du chantier. 
Dès sa sortie de terre, le quartier du Moulin-à-Vent est investi par la communauté pieds-noirs rapatriée d'Algérie. 
Depuis lors, le quartier du Moulin-à-Vent n'a cessé de grandir, par étapes successives, et la dernière construction sera achevée dans les années 1990.
Le 21 mai 2015, le quartier du Moulin-à-Vent reçoit le label « Patrimoine du XXe siècle ».

## Caractéristiques
Le quartier du Moulin-à-Vent est facilement reconnaissable à ses immeubles de couleur blanche. Cela en fait un quartier très uniforme. 
La couleur blanche des habitations aurait été inspirée à Paul Alduy par un séjour à Oran bien avant que ce quartier ne se destine à accueillir les rapatriés d'Algérie. 
Il existe principalement 2 types de construction au Moulin-à-Vent : des immeubles de 4 à 6 étages et des tours entre 9 et 12 étages. Dans le cadre de l'extension de Vertefeuille, dans les années 1990, des tours de 6 étages ont également été construites. Le Moulin-à-Vent est structuré par 3 Ramblas : la Rambla de l'Occitanie (qui relie le nord au sud), la Rambla de Vertefeuille et la Rambla du Vallespir (qui est le lieu le plus commerçant du quartier). On compte également 3 places majeures qui sont des lieux privilégiés pour les commerces : la place de Montbolo (dans le prolongement de la Rambla du Vallespir), la place de l'Europe et la place de la Sardane. 
Le quartier possède de nombreux commerces et infrastructures (sportives, associatives, etc.). Il est également bien desservi par les transports.

## Faits marquants
Le 1er juin 1973, peu avant 7 heures du matin, 4 appartements d'un des immeubles du Moulin-à-Vent ont été soufflés par une explosion de gaz faisant 7 victimes. Parmi les victimes, on retrouvera Patrick Médus, joueur du XIII Catalan, et son épouse.
Cette explosion de gaz est l'une des plus meurtrières en France depuis 1971.
Durant le Tour de France 1973, le Moulin-à-Vent a été le cadre du départ de l'étape entre Perpignan et Thuir remportée par Luis Ocaña (Contre la montre de 28,3 km).

## Lieux importants
- Le Parc des sports
- L'Université Via Domitia
- Vertefeuille (au sud)
- La Place de l'Europe
- La Rambla de l'Occitanie
- Le collège Saint Exupéry
- Le château d'eau
- Le complexe sportif Roger Ramis
- La Place de la Sardane
- La Place de Montbolo
- La Rambla du Vallespir